# Olympische Sommerspiele 2024/Teilnehmer (Libanon)
| Gelbes Symbol für Goldmedaillen mit stilisierten Olympischen Ringen | Graues Symbol für Silbermedaillen mit stilisierten Olympischen Ringen | Braundes Symbol für Bronzemedaillen mit stilisierten Olympischen Ringen |
| ------------------------------------------------------------------- | --------------------------------------------------------------------- | ----------------------------------------------------------------------- |
| —                                                                   | —                                                                     | —                                                                       |

Der Libanon nahm an den Olympischen Spielen 2024 vom 26. Juli bis zum 11. August 2024 in Paris teil. Es war die insgesamt 19. Teilnahme an Olympischen Sommerspielen.

## Teilnehmer nach Sportarten

### Fechten
| Athleten       | Wettbewerb     | 1. Runde   | 1. Runde | 2. Runde      | 2. Runde      | Achtelfinale  | Achtelfinale  | Viertelfinale | Viertelfinale | Halbfinale / Klassifikation | Halbfinale / Klassifikation | Finale / Platzierung | Finale / Platzierung | Rang |
| Athleten       | Wettbewerb     | Gegner     | Ergebnis | Gegner        | Ergebnis      | Gegner        | Ergebnis      | Gegner        | Ergebnis      | Gegner                      | Ergebnis                    | Gegner               | Ergebnis             | Rang |
| -------------- | -------------- | ---------- | -------- | ------------- | ------------- | ------------- | ------------- | ------------- | ------------- | --------------------------- | --------------------------- | -------------------- | -------------------- | ---- |
| Männer         |                |            |          |               |               |               |               |               |               |                             |                             |                      |                      |      |
| Philippe Wakim | Florett Einzel | Chen Y.-t. | 13:15    | ausgeschieden | ausgeschieden | ausgeschieden | ausgeschieden | ausgeschieden | ausgeschieden | ausgeschieden               | ausgeschieden               | ausgeschieden        | ausgeschieden        | 37   |

### Judo
Über die IJF-Weltrangliste konnte sich ein libanesischer Judoka im Mittelgewicht der Männer qualifizieren.
| Athleten          | Wettbewerb       | 1. Runde  | 1. Runde | 2. Runde      | 2. Runde      | Achtelfinale  | Achtelfinale  | Viertelfinale | Viertelfinale | Halbfinale / Trostrunde | Halbfinale / Trostrunde | Finale / Platz 3 | Finale / Platz 3 | Rang |
| Athleten          | Wettbewerb       | Gegner    | Ergebnis | Gegner        | Ergebnis      | Gegner        | Ergebnis      | Gegner        | Ergebnis      | Gegner                  | Ergebnis                | Gegner           | Ergebnis         | Rang |
| ----------------- | ---------------- | --------- | -------- | ------------- | ------------- | ------------- | ------------- | ------------- | ------------- | ----------------------- | ----------------------- | ---------------- | ---------------- | ---- |
| Männer            |                  |           |          |               |               |               |               |               |               |                         |                         |                  |                  |      |
| Caramnob Sagaipov | Klasse bis 90 kg | I. Iwanow | 0:1      | ausgeschieden | ausgeschieden | ausgeschieden | ausgeschieden | ausgeschieden | ausgeschieden | ausgeschieden           | ausgeschieden           | ausgeschieden    | ausgeschieden    | 17   |

### Schießen
Bei den Asienmeisterschaften 2023 in Changwon konnte ein Startplatz im Trap der Frauen gewonnen werden.
| Athleten   | Wettbewerb | Qualifikation   | Qualifikation | Finale          | Finale        |
| Athleten   | Wettbewerb | Ringe/ Scheiben | Rang          | Ringe/ Scheiben | Rang          |
| ---------- | ---------- | --------------- | ------------- | --------------- | ------------- |
| Frauen     |            |                 |               |                 |               |
| Ray Bassil | Trap       | 114             | 21            | ausgeschieden   | ausgeschieden |

### Schwimmen
| Athleten      | Wettbewerb    | Vorlauf     | Vorlauf | Halbfinale    | Halbfinale    | Finale        | Finale        | Rang |
| Athleten      | Wettbewerb    | Zeit        | Rang    | Zeit          | Rang          | Zeit          | Rang          | Rang |
| ------------- | ------------- | ----------- | ------- | ------------- | ------------- | ------------- | ------------- | ---- |
| Frauen        |               |             |         |               |               |               |               |      |
| Lynn el-Hajj  | 100 m Brust   | 1:10,27 min | 31      | ausgeschieden | ausgeschieden | ausgeschieden | ausgeschieden | 31   |
| Männer        |               |             |         |               |               |               |               |      |
| Simon Doueihy | 50 m Freistil | 50,10 s     | 42      | ausgeschieden | ausgeschieden | ausgeschieden | ausgeschieden | 42   |

### Taekwondo
Beim asiatischen Qualifikationsturnier in Tai’an konnte Laetitia Aoun einen Startplatz im Federgewicht der Frauen gewinnen.
| Athleten      | Wettbewerb       | Achtelfinale | Achtelfinale | Viertelfinale | Viertelfinale | Halbfinale | Halbfinale | Hoffnungsrunde | Hoffnungsrunde | Finale / Platz 3 | Finale / Platz 3 | Rang |
| Athleten      | Wettbewerb       | Gegner       | Ergebnis     | Gegner        | Ergebnis      | Gegner     | Ergebnis   | Gegner         | Ergebnis       | Gegner           | Ergebnis         | Rang |
| ------------- | ---------------- | ------------ | ------------ | ------------- | ------------- | ---------- | ---------- | -------------- | -------------- | ---------------- | ---------------- | ---- |
| Frauen        |                  |              |              |               |               |            |            |                |                |                  |                  |      |
| Laetitia Aoun | Klasse bis 57 kg | Lo C.-l.     | 2:0          | M. Reljić     | 2:0           | N. Kiani   | 0:2        | ―              | ―              | S. Park          | 0:2              | 5    |

### Tennis
Für die Teilnahme am Einzel der Männer erhielt Benjamin Hassan eine Wildcard. Erstmals in seiner olympischen Geschichte ist der Libanon damit im Tennis mit einem Athleten vertreten. Gemeinsam mit Hady Habib wird Hassan auch im Doppel antreten. Durch die kurzfristige verletzungsbedingte Absage des Polen Hubert Hurkacz ging Habib auch im Einzel an den Start.
| Athleten                   | Wettbewerb | 1. Runde            | 1. Runde  | 2. Runde      | 2. Runde       | Achtelfinale  | Achtelfinale  | Viertelfinale | Viertelfinale | Halbfinale    | Halbfinale    | Finale / Platz 3 | Finale / Platz 3 | Rang |
| Athleten                   | Wettbewerb | Gegner              | Ergebnis  | Gegner        | Ergebnis       | Gegner        | Ergebnis      | Gegner        | Ergebnis      | Gegner        | Ergebnis      | Gegner           | Ergebnis         | Rang |
| -------------------------- | ---------- | ------------------- | --------- | ------------- | -------------- | ------------- | ------------- | ------------- | ------------- | ------------- | ------------- | ---------------- | ---------------- | ---- |
| Männer                     |            |                     |           |               |                |               |               |               |               |               |               |                  |                  |      |
| Benjamin Hassan            | Einzel     | C. Eubanks          | 6:4, 6:2  | S. Báez       | 2:6, 6:3, 6:73 | ausgeschieden | ausgeschieden | ausgeschieden | ausgeschieden | ausgeschieden | ausgeschieden | ausgeschieden    | ausgeschieden    | 17   |
| Hady Habib                 | Einzel     | C. Alcaraz          | 3:6, 1:6  | ausgeschieden | ausgeschieden  | ausgeschieden | ausgeschieden | ausgeschieden | ausgeschieden | ausgeschieden | ausgeschieden | ausgeschieden    | ausgeschieden    | 33   |
| Hady Habib Benjamin Hassan | Doppel     | M. Ebden / J. Peers | 6:75, 2:6 | —             | —              | ausgeschieden | ausgeschieden | ausgeschieden | ausgeschieden | ausgeschieden | ausgeschieden | ausgeschieden    | ausgeschieden    | 17   |

### Tischtennis
Durch ihren Sieg beim westasiatischen Qualifikationsturnier in Sulaimaniyya qualifizierte sich Mariana Sahakian im Einzel der Frauen für die Olympischen Spiele.
| Athleten         | Wettbewerb | 1. Runde | 1. Runde | 2. Runde | 2. Runde | 3. Runde      | 3. Runde      | Achtelfinale  | Achtelfinale  | Viertelfinale | Viertelfinale | Halbfinale    | Halbfinale    | Finale / Platz 3 | Finale / Platz 3 | Rang |
| Athleten         | Wettbewerb | Gegner   | Erg.     | Gegner   | Erg.     | Gegner        | Erg.          | Gegner        | Erg.          | Gegner        | Erg.          | Gegner        | Erg.          | Gegner           | Erg.             | Rang |
| ---------------- | ---------- | -------- | -------- | -------- | -------- | ------------- | ------------- | ------------- | ------------- | ------------- | ------------- | ------------- | ------------- | ---------------- | ---------------- | ---- |
| Frauen           |            |          |          |          |          |               |               |               |               |               |               |               |               |                  |                  |      |
| Mariana Sahakian | Einzel     | Zeng Z.  | 4:1      | L. Zhang | 0:4      | ausgeschieden | ausgeschieden | ausgeschieden | ausgeschieden | ausgeschieden | ausgeschieden | ausgeschieden | ausgeschieden | ausgeschieden    | ausgeschieden    | 33   |